# Edmond Faure
Edmond Faure (* 5. Juni 1927 in Clermont-Ferrand; † 13. Februar 2008) war ein französischer Ringer. Er war 1948 und 1952 Olympiateilnehmer.

## Werdegang
Edmond Faure begann zusammen mit seinem Zwillingsbruder Maurice als Jugendlicher in Clermont-Ferrand mit dem Ringen. Er blieb während seiner ganzen Karriere beim Ringerverein Lutte de l'A.S.M. Clermont-Ferrand und trainierte dort bei Remy Aurine, wobei er sich bis auf wenige Ausnahmen ganz auf den griechisch-römischen Stil konzentrierte.
Im Jahre 1947 wurde er erstmals französischer Meister im Fliegengewicht (griech.-röm. Stil). Diesen Titel gewann er bis zum Jahre 1956 dann noch siebenmal. 
Seinen ersten Start bei einer internationalen Meisterschaft absolvierte Edmond Faure bei den Olympischen Spielen 1948 in London. Er startete dort im Fliegengewicht des griech.-röm. Stiles und kam mit einem Sieg über Abdullah Sidani aus dem Libanon und zwei Niederlagen auf den 9. Platz. Sein nächster Start erfolgte bei der Weltmeisterschaft 1950 in Stockholm im griech.-röm. Stil. Hier siegte er über den Olympiasieger von 1948 im freien Stil Lennart Viitala aus Finnland, während er von Ali Yücel aus der Türkei und dem Ägypter Mohamed El Ward Niederlagen einstecken musste. In der Endabrechnung belegte er aber einen guten 6. Platz.
1952 war Edmond Faure auch bei den Olympischen Spielen in Helsinki dabei. Er verlor dort aber gegen den amtierenden Weltmeister im griech.-röm. Stil des Fliegengewichtes Bengt Johansson aus Schweden und gegen Ignazio Fabra aus Italien, einem künftigen Weltmeister, schied damit aus und erreichte den 13. Platz.
Seine letzte Teilnahme an einer internationalen Meisterschaft erfolgte bei der Weltmeisterschaft 1953 in Neapel. In Neapel verlor er im Fliegengewicht gegen Ahmet Bilek aus der Türkei und Heinrich Weber (Ringer, 1923) aus der BRD und kam auf den 11. Platz.
In den Jahren 1950 bis 1955 rang Edmond Faure mit der Staffel seines Vereines, die damals zu den stärksten Ringermannschaften Frankreichs zählte, häufig gegen saarländische Auswahlmannschaften. Damals hatte das Saarland einen eigenen, auch international anerkannten Ringerverband. Er verlor dabei u. a. gegen Heinz Simon aus Gersweiler und gewann über Werner Zimmer aus Riegelsberg und Anton Schille aus Fürstenhausen und gegen Heinz Simon in der Revanche.

## Internationale Erfolge
(OS = Olympische Spiele, WM = Weltmeisterschaft, GR = griechisch-römischer Stil, F = freier Stil, Fl = Fliegengewicht, Ba = Bantamgewicht, damals bis 52 kg bzw. 57 kg Körpergewicht)
- 1948, 9. Platz, OS in London, Gr, Fl, mit einem Sieg über Abdullah Sidani, Libanon u. Niederlagen gegen Gyula Szilagyi, Ungarn u. Reino Kangasmäki, Finnland;

- 1950, 6. Platz, WM in Stockholm, GR, Fl, mit einem Sieg über Lennart Viitala, Finnland u. Niederlagen gegen Ali Yücel, Türkei u. Mohamed El Ward, Ägypten;

- 1952, 12. Platz, OS in Helsinki, GR, Fl, nach Niederlagen gegen Bengt Johansson, Schweden u. Ignazio Fabra, Italien;

- 1953, 11. Platz, WM in Neapel, GR, Fl, nach Niederlagen gegen Ahmet Bilek, Türkei u. Heinrich Weber (Ringer, 1923), Bundesrepublik Deutschland

## Französische Meisterschaften
- Griech.-röm. Stil: 1. Platz: 1947, 1948, 1949, 1950, 1951, 1953, 1954, 1956, jeweils im Fl, 2. Platz: 1952 im Fl u. 1960 im Ba,
- Freier Stil: 3. Platz 1958 im Ba